# میژوین (استان اشوی‌داشکسیه)
میژوین (به لهستانی: Mierzwin) یک منطقهٔ مسکونی در لهستان است که در گمینا ایمیلنو واقع شده‌است.